# Inkrustation (Mykologie)
Unter Inkrustation versteht man die Krustenbildung an Hyphen- oder Zystidenwänden. Zellwände, die durch Körnchen oder Kristalle krustenartig bedeckt sind, werden auch als  inkrustiert bezeichnet. Das Vorkommen von inkrustierten Zellstrukturen ist bei vielen Pilzgruppen ein wichtiges taxonomisches Merkmal. Als ein Beispiel seinen hier die Primordialhyphen der Täublinge genannt.